# STS-40
STS-40 foi uma missão do ônibus espacial Columbia, realizada em junho de 1991, dedicada a pesquisas biológicas no Spacelab e que contou com três mulheres entre seus sete tripulantes.

## Tripulação
| Posição                  | Astronauta            |
| ------------------------ | --------------------- |
| Comandante               | Bryan O'Connor        |
| Piloto                   | Sidney Gutierrez      |
| Especialista de missão 1 | James Bagian          |
| Especialista de missão 2 | Tamara Jernigan       |
| Especialista de missão 3 | Rhea Seddon           |
| Especialista de carga 1  | Drew Gaffney          |
| Especialista de carga 2  | Millie Hughes-Fulford |

## Principais fatos

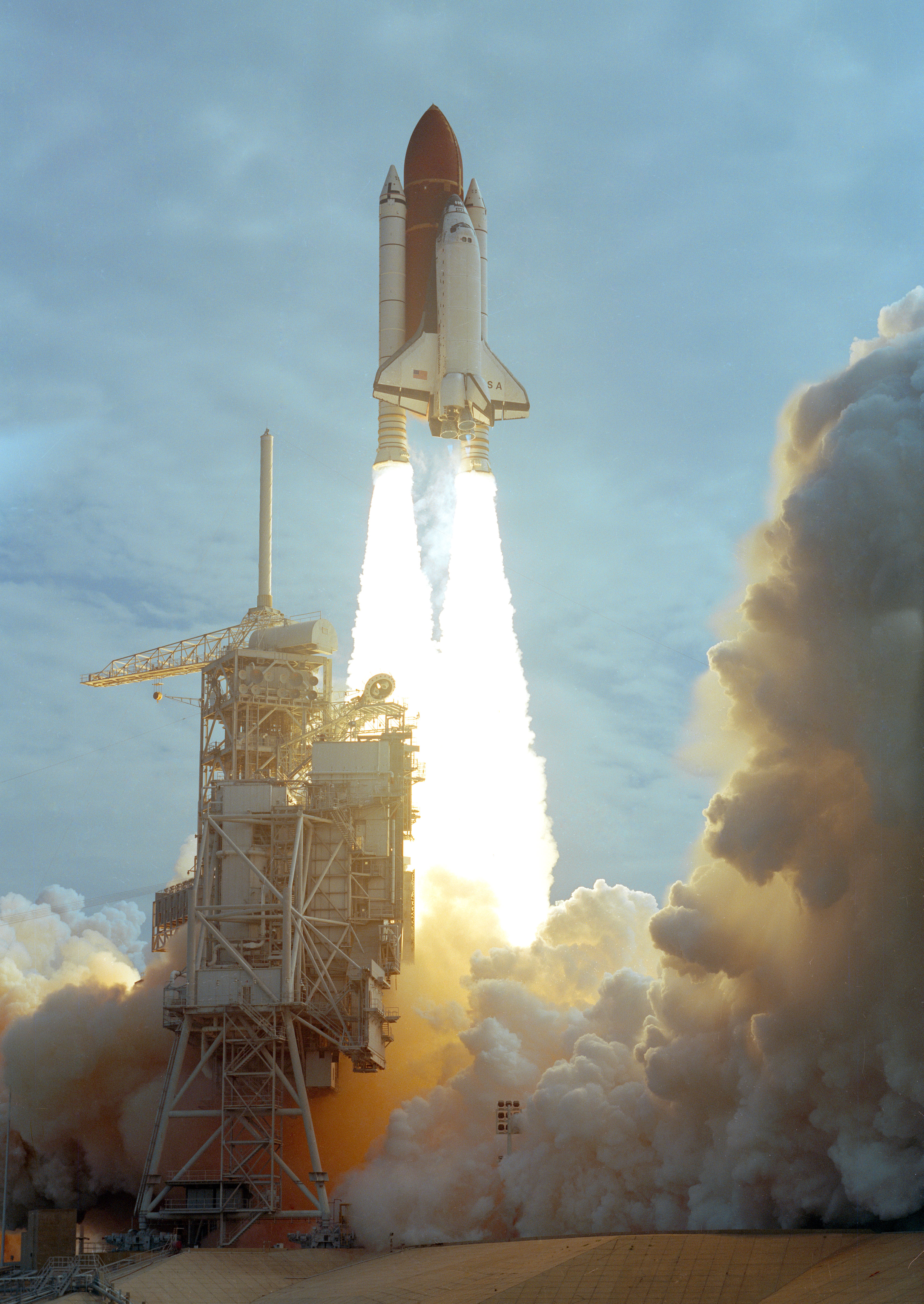
STS-40 Columbia, Veículo Orbital (OV) 102, decolando da plataforma de lançamento (LC) do Centro Espacial Kennedy (KSC).

O lançamento da missão ocorreu em 5 de Junho de 1991, às 9:24:51 a.m. EDT, Ele havia sido originalmente marcado para o dia 22 de Maio de 1991. A missão foi adiada quando a menos de 48 horas antes do lançamento foi descoberto que um transdutor no tanque de hidrogênio líquido, o qual havia sido removido e substituído durante o teste de vazamento em 1990, havia falhado em uma análise. Os engenheiros temeram que um ou mais dos nove transdudores de hidrogênio líquido e oxigênio líquido poderiam quebrar e ser ingeridos pelas bombas do motor, causando uma falha no motor.
Em adição, um dos cinco computadores de propósito geral do ônibus espacial falhou por completo, junto com um dos multiplexadores/demultiplexadores que controlam a hidráulica do veículo e as funções de manobra e reação no compartimento posterior.
Um novo computador de propósito geral e um novo multiplexados-demultiplexador foram instalados e testados. Um transdutor de hidrogênio líquido e dois de oxigênio líquido foram substituído no sistema de fluxo, próximos à área de conexão de 17 polegadas (43 cm), a qual é protegida por uma tela interna. Três transdutores de oxigênio líquido foram substituídos na área da manivela do motor, enquanto três transdutores de hidrogênio líquido foram removidos nesta área e as aberturas foram plugadas. O lançamento foi marcado para as 8 a.m. EDT, de 1 de junho, porém adiado novamente após uma série de tentativas mal-sucedidas de calibrar a unidade de medida inercial 2. A unidade foi substituída e testada. o lançamento foi então marcado para o dia 5 de junho, quando ocorreu com sucesso. A massa no lançamento foi de 251 970 lb (114 290 kg). 
Esta foi a quinta missão dedicada ao Spacelab, ao Spacelab Life Sciences-1, e a primeira dedicada somente às ciências biológicas, utilizando o módulo habitável. A missão realizou as mais detalhadas e interrelacionadas medidas fisiológicas no espaço desde 1973. As cobaias foram os humanos, 30 ratos e milhares de pequenas medusas. Os experimentos primários SLS-1 estudaram seis sistemas corporais. De dezoito investigações, dez envolveram humanos, sete envolveram ratos, e uma utilizou as água-vivas.
Os sistemas do corpo investigados foram o cardiovascular/cardiopulmonar (coração, pulmão e vasos sanguíneos); renal/endócrino (rins, glândulas e órgãos de secreção de hormónio); Sistema sanquíneo (plasma do sangue); Sistema imunitário (células brancas do sangue); musculoesquelético (músculos e ossos); e Sistema neurovestibular,(cérebro e nervos, olhos e ouvido interno). Outras cargas incluem doze embalagens Getaway Special (GAS) instalados na ponte GAS no compartimento de carga para experimentos na ciência dos materiais, biologia das plantas e radiação cósmica, o experimento Middeck Zero-Gravity Dynamics Experiment (MODE) e sete Experimentos de Orbitador (OEX).
A aterrissagem ocorreu em 14 de junho de 1991, às 8:39:11 a.m. PDT, na Pista 22, da Base de Edwards, Califórnia. A distância de rolagem foi de 2866 m. O tempo de rolagem foi de 55 segundos. O ônibus espacial retornou ao KSC em 21 de junho. A massa na aterrissagem foi de 226 535 lb (102 755 kg).